# Chimeneas de la Fundición de Piritas

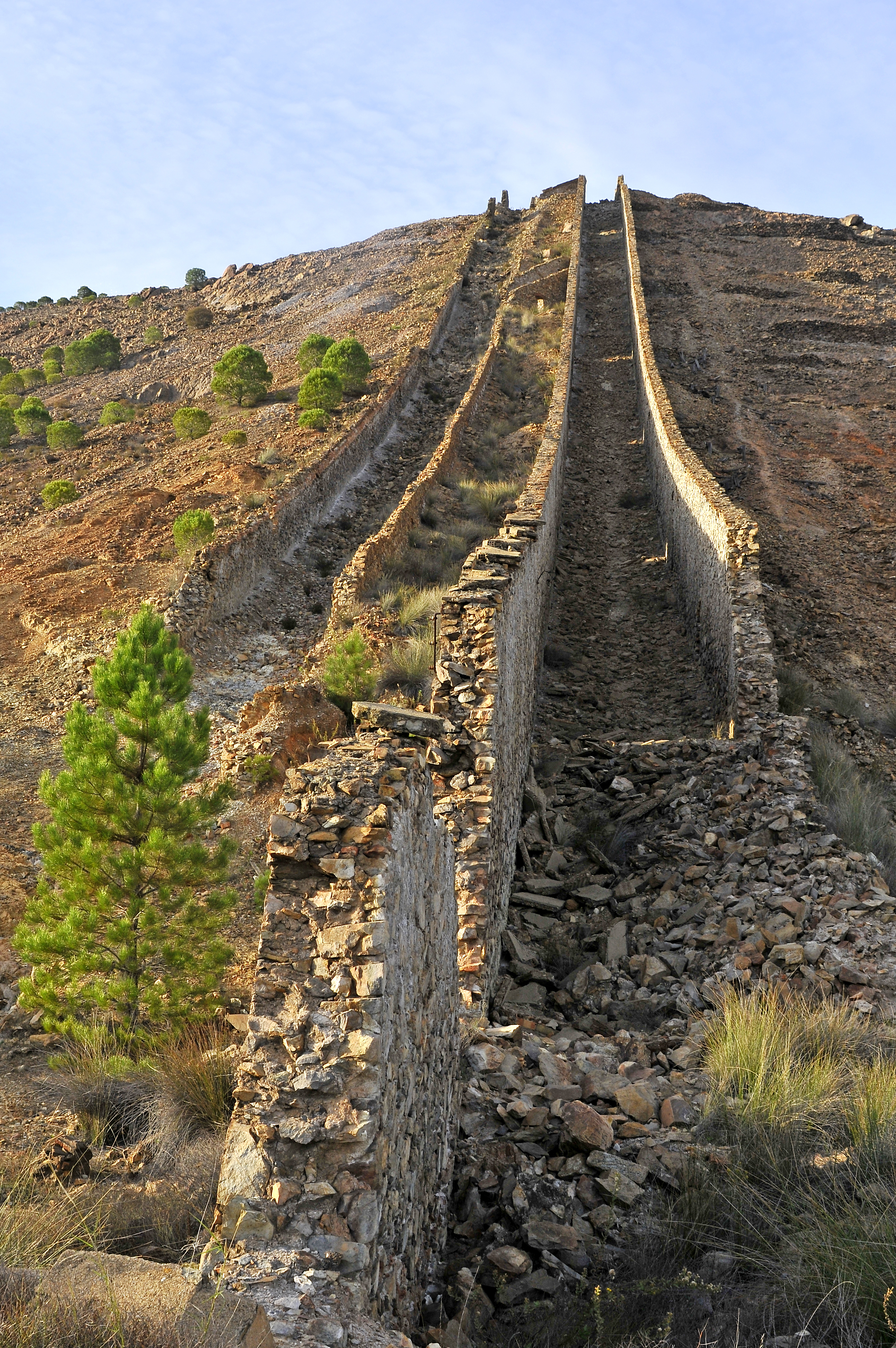
Restos de las chimeneas (2014).

Las chimeneas de la Fundición de Piritas son una instalación de carácter industrial situada en el municipio español de Minas de Riotinto, en la provincia de Huelva, dentro de la denominada cuenca minera de Riotinto-Nerva. Formaban parte de la Fundición de Piritas, que estuvo en servicio entre 1907 y 1970. Este complejo contaba con dos grandes chimeneas situadas en la cumbre de la sierra del Madroñal que, a su vez, estaban conectadas con la planta a través de sendos conjuntos de hormigón. En la actualidad las antiguas instalaciones se conservan de forma parcial, habiéndose perdido numerosos elementos originales.